# 苍台镇
苍台镇是河南省南阳市唐河县下属的一个镇，位于唐河县西南部，面积85.5平方千米，人口4万。下辖20个行政村：宋湾村、三皇镇村、后湾村、陈排湾村、丁湾村、常寨村、苍台村、朱李湾村、栗湖赵村、于湾村、郭庄村、赵桥村、五里陈村、郜河村、高彭村、谢家庄村、丁岗村、邵庄村、康庄村和闫庄村。苍（台）湖（阳）、苍（台）新（野）、苍（台）襄（阳）公路过境。